# 穆菲
穆菲（法語：Mouffy，法語發音：[mufi]）是法国勃艮第-弗朗什-孔泰大区约讷省的一个市镇，属于欧塞尔区。

## 地理
穆菲（47°39'4"N, 3°31'0"E）面积4.89 平方千米，位于法国勃艮第-弗朗什-孔泰大區约讷省，该省份为法国中北部内陆省份，西接卢瓦雷省，西北接塞纳-马恩省，南至涅夫勒省，东临科多尔省，东北与奥布省接壤。
与穆菲接壤的市镇（或旧市镇、城区）包括：米热、沙朗特奈、库尔松莱卡里耶尔、梅里塞克。

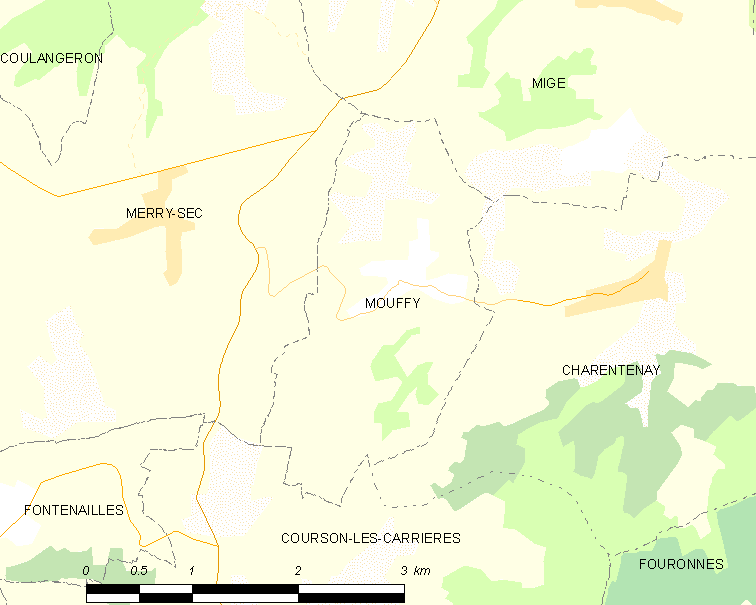
穆菲的OSM定位图

穆菲的时区为UTC+01:00、UTC+02:00（夏令时）。

## 行政
穆菲的邮政编码为89560，INSEE市镇编码为89270。

## 政治
穆菲所属的省级选区为万塞勒县。

## 人口

1962-2008年间穆菲人口变化图示

穆菲于2022年1月1日时的人口数量为133人。